# Калибан (спътник)
Вижте пояснителната страница за други значения на Калибан.
Калибан е естествен спътник на Уран, носещ името на чудовището Калибан от пиесата на Шекспир Бурята.
Открит е на 6 септември 1997 г. от Брет Гладман, Филип Никълсън, Джозеф Бърнс и Джон Кавеларс използвайки 200-инчовия телескоп Хейл. Носи предварителното означение S/1997 U 1. Като алтернатива се използва и Уран 16.
Същата група астрономи открива и спътника Сикоракс.